# Equazione trascendente

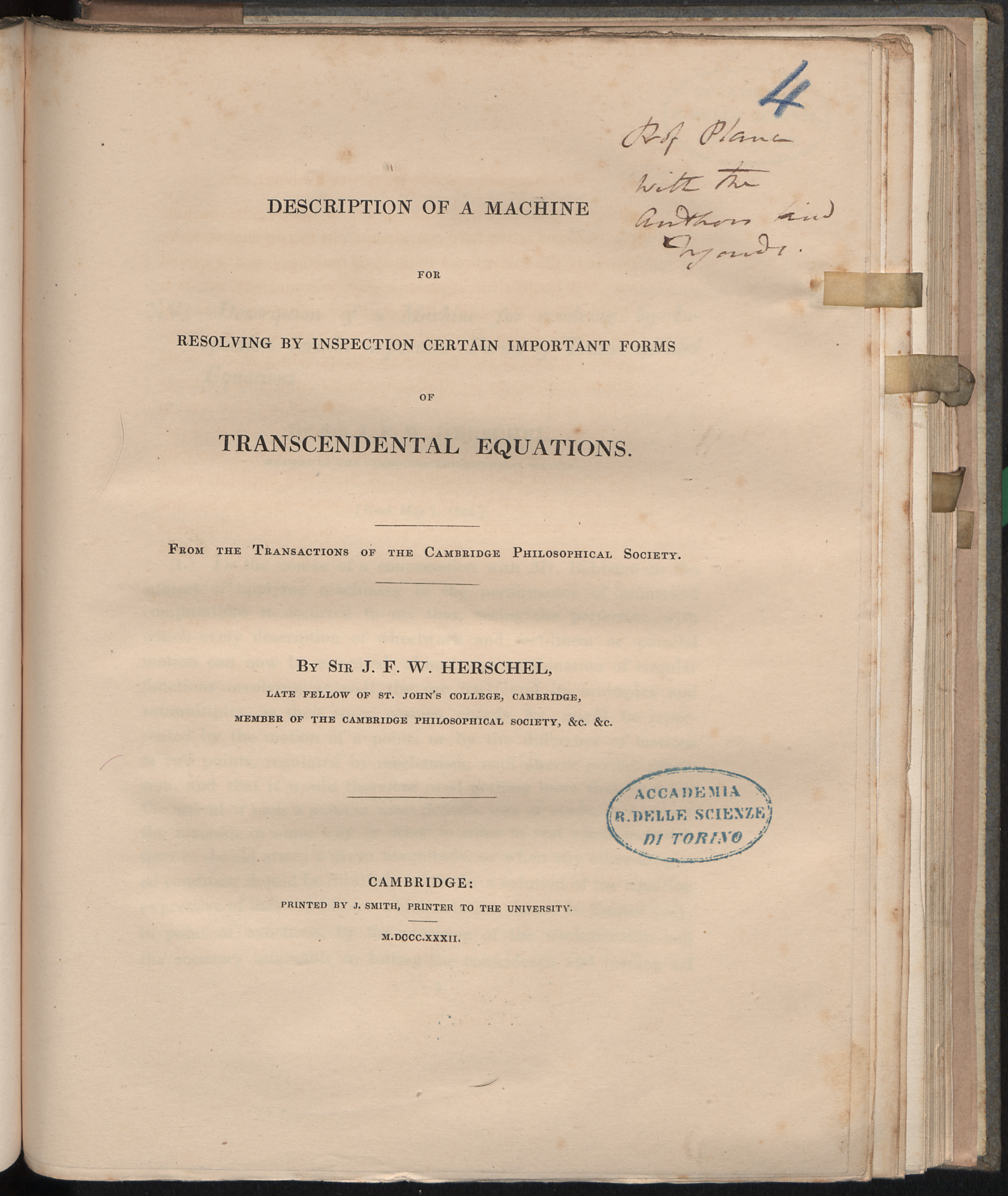
John Herschel, Description of a machine for resolving by inspection certain important forms of transcendental equations ("Descrizione di una macchina per risolvere mediante controllo alcune importanti forme di equazioni trascendenti"), 1832

Un'equazione trascendente è un'equazione  contenente funzioni trascendenti dell'incognita e, quindi, non riconducibile ad un polinomio uguagliato a zero.  Tra le equazioni trascendenti più comuni vi sono:
- Le equazioni goniometriche o trigonometriche, in cui l'incognita appare come argomento delle funzioni goniometriche.
- Le equazioni esponenziali, in cui l'incognita compare come esponente.
- Le equazioni logaritmiche, in cui l'incognita appare come argomento del logaritmo.
- Le equazioni trascendenti miste, in cui l'incognita appare in almeno due funzioni trascendenti (esponenziale, logaritmo, funzioni goniometriche) o in almeno una funzione trascendente e in un polinomio.

A differenza di quelle algebriche che, salvo il caso banale 0 = 0, hanno sempre un numero finito di soluzioni, le equazioni trascendenti possono avere infinite soluzioni (ad esempio nel caso di 
{\displaystyle \sin(\pi x)=0}, che è uguale a zero in tutti i numeri interi).
Inoltre, spesso non è possibile risolvere equazioni trascendenti tramite metodo algebrico: nella maggior parte dei casi (specie nelle miste) risulta impossibile determinare il valore esatto di una soluzione. Tuttavia, sfruttando le proprietà delle funzioni in cui appare l'incognita (specie la continuità), è possibile stabilirne l'esistenza e il numero, quindi cercare un'approssimazione del risultato secondo i metodi per una risoluzione approssimata, forniti dall'analisi numerica.